# Gare de Soumy
La gare de Soumy (ukrainien : Суми (станція)) est une gare ferroviaire située en Ukraine.

## Situation ferroviaire

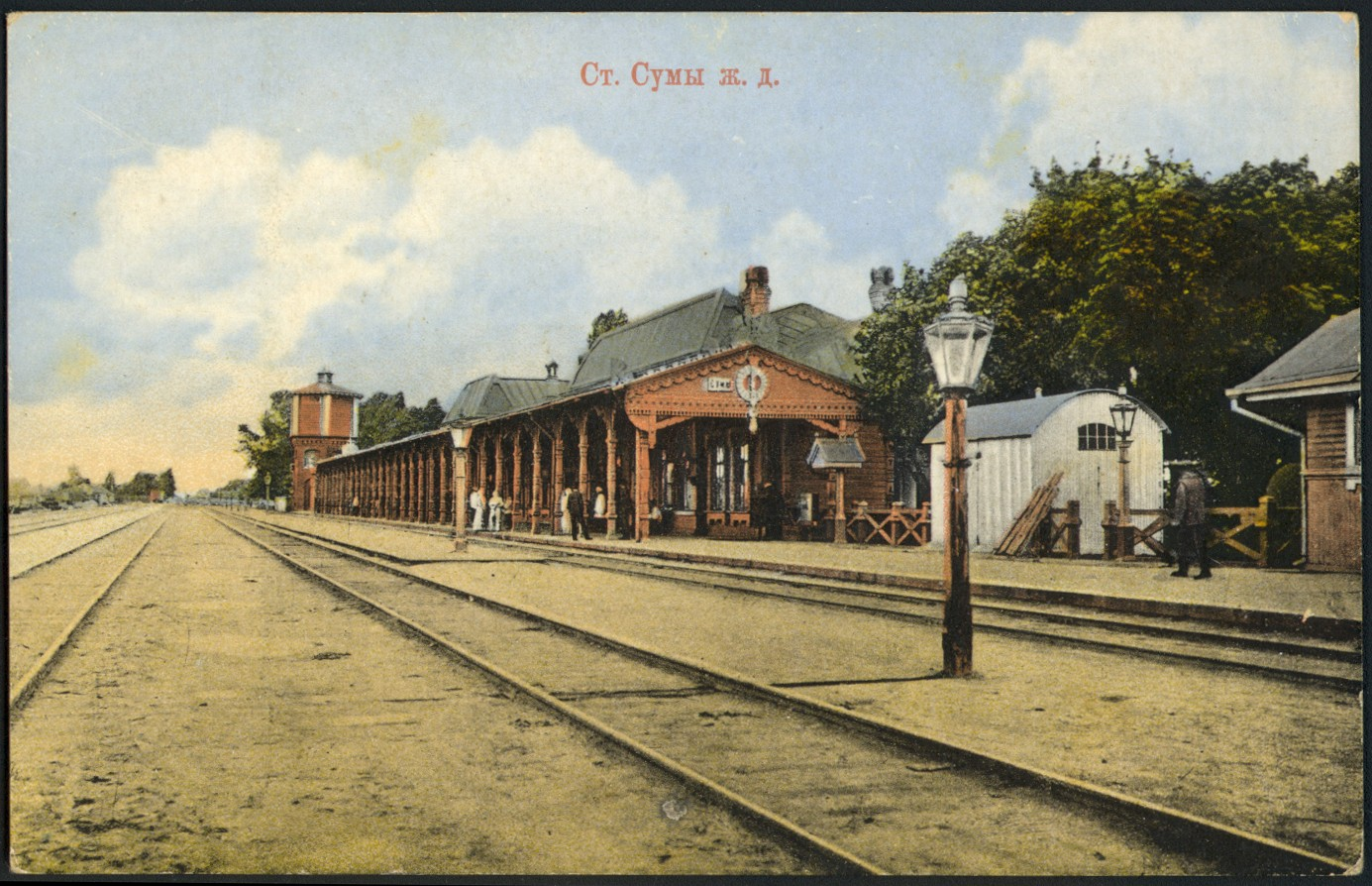
En 1910.

## Histoire
La gare est construite en 1877 à la suite de la création de la ligne gare de Vorojba à gare de Merefa.
En 1948 les bâtiments furent reconstruits après les destructions de la Seconde Guerre mondiale ; en 1982 un nouveau bâtiment passagers est construit. Le bâtiment actuel sur deux étages a été fini en 2005.